# Näset, Lidingö

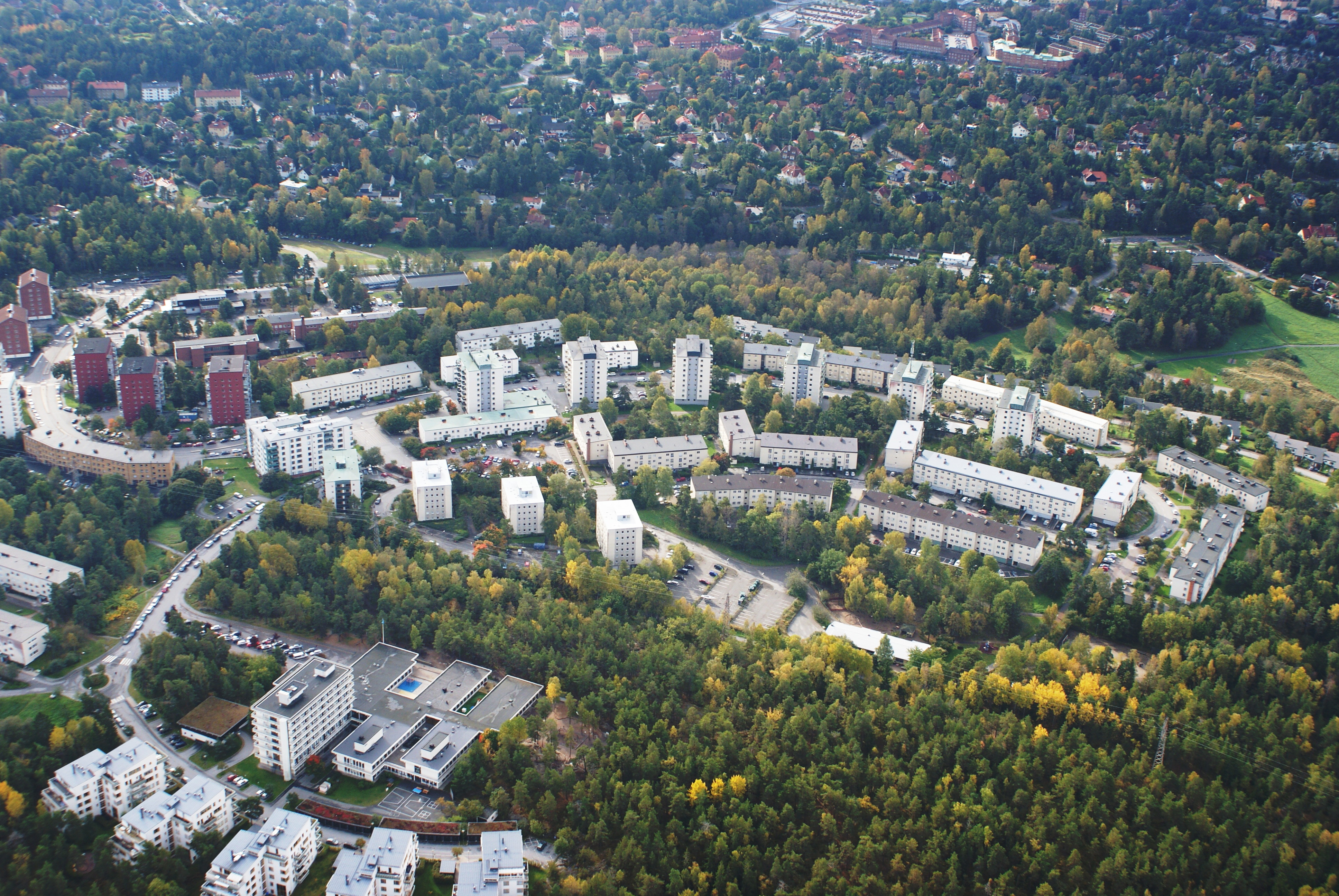
Näset från luften 2012, vy mot söder.

Näset är en kommundel / stadsdel på norra Lidingö kommun, Stockholms län. Kommundelen begränsas i norr av Sticklinge och Grönsta, i öster av Bo, i söder av Hersby och i väster av Islinge. I sydost sträcker sig kommundelen ända ner till Kyrkviken.

## Historik

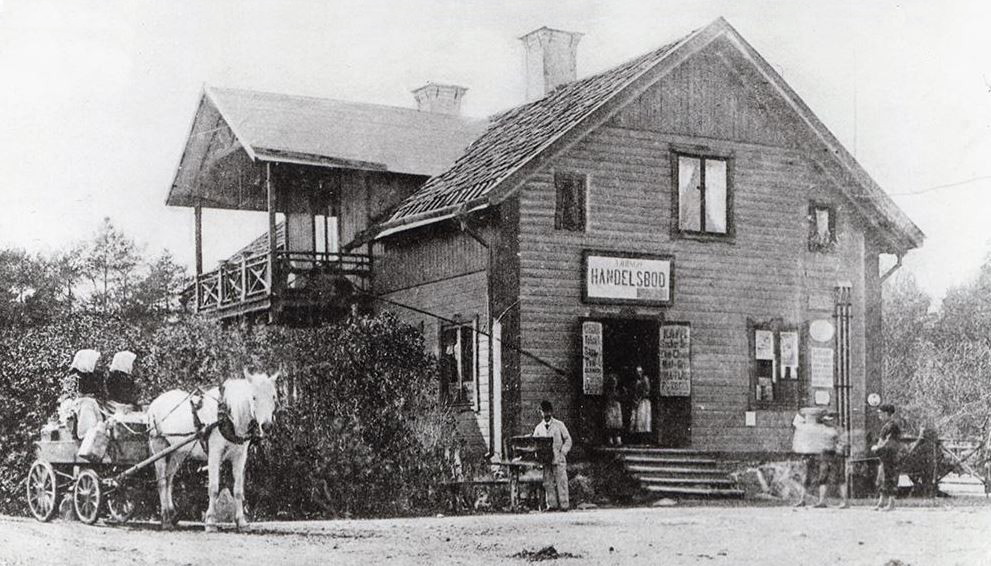
Villa Nynäs omkring 1890.

Området är uppkallat efter ett mindre, numera försvunnen hemman vid namn Näset, tillhörande Hersby gård och belägen intill innersta delen av Kyrkviken. Fram till slutet av 1800-talet utgjorde området kring Nynäs gård Lidingös sockencentrum. Här möttes landsvägarna som band samman flera av de större Lidingögårdarna med Lidingö kyrka. 
På norra sidan av Stockholmsvägen låg sockenstugan och Näsets krog från 1700-talet (ej att förväxla med nuvarande Näsets krog i Näsets centrum) samt från 1845 öns första skola, Klockargården. 1879 tillkom handelsboden i Villa Nynäs som även inhyste Lidingös första telefonstation. Söder om Stockholmsvägen, mittemot Näsets kvarn, låg Kvarnskolan byggd 1875, som också inrymde fattighus. Området söder om Stockholmsvägen ingår i kommundelen Hersby.

## Det moderna Näset

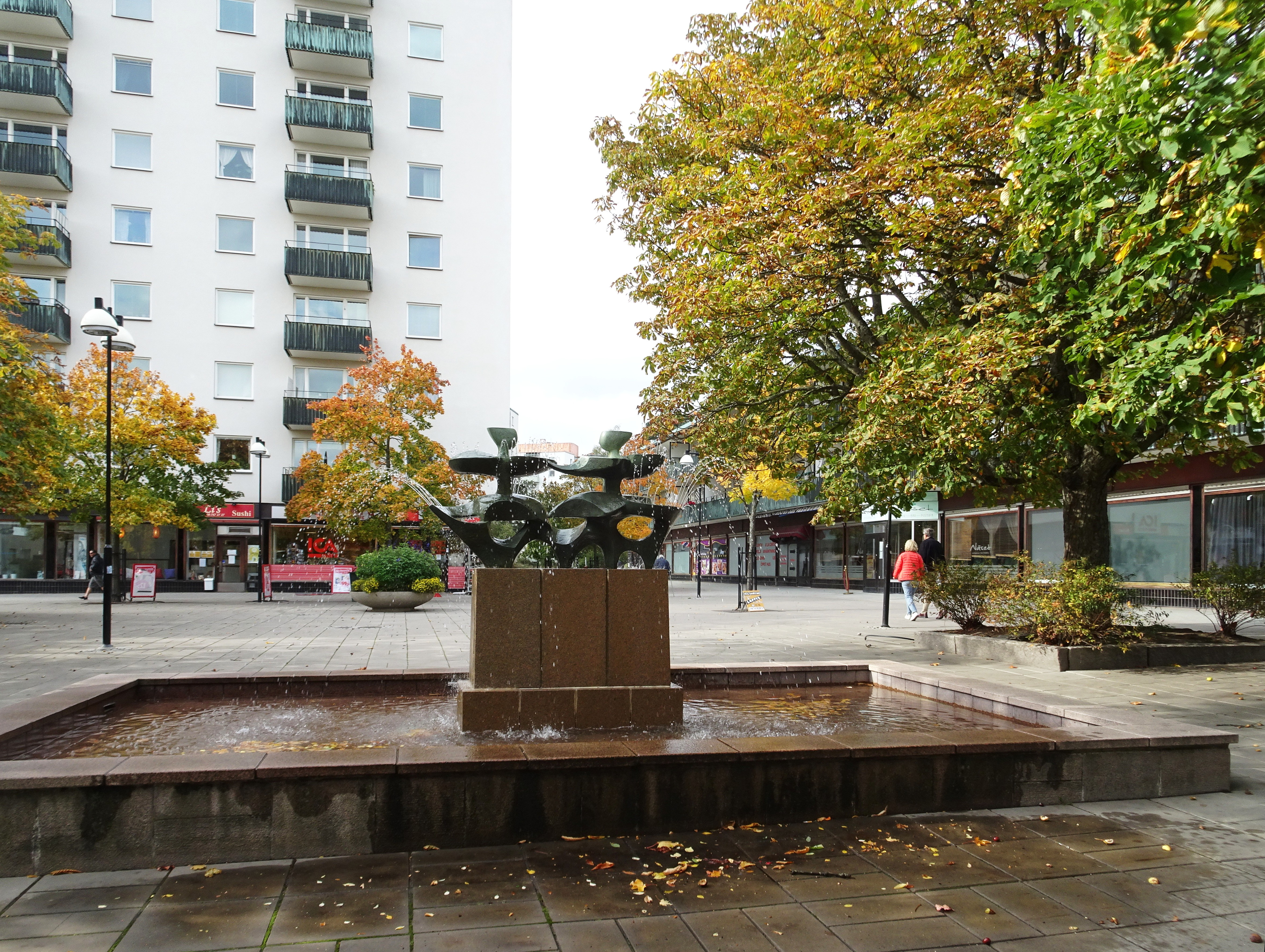
Källängstorget i Näset, 2021.

Nu gällande stadsplan fastställdes 1965 och upprättades av Lidingös stadsarkitekt Bengt Holmstrand. Planen kännetecknas av Källängsvägen som i en S-form sträcker sig genom området. Stadsdelens flerbostadshus byggdes på 1960-talet på en skogbevuxen höjdplatå norr om nuvarande Norra Kungsvägen. Husen uppfördes efter ritningar av bland andra Sture Frölén, Gösta Wikforss, Gösta Edberg och Ernst Grönwall. Det relativt lilla Näset centrum, i folkmun kallat torget, finns bland annat en mataffär, tobaksaffär, restaurangen Näsets Krog, frisersalong och en sushirestaurang. Torget smyckas av Stig Blombergs fontänskulptur "Vågspel" i brons, rest 1965.
Källängens skola och Vittra Lidingö ligger i Näset. I närheten finns utomhusgym, lekplats med grill, hinderbana och linbana och även badplatser. Lidingöspåret passerar i skogen runt Näset, och inom gångavstånd ligger Lidingö golfklubb.
Vid Kyrkviken ligger Lidingövallen som började anläggas i mitten av 1930-talet. Näset har bussförbindelse med Ropsten och Lidingö Centrum. I Näset står Näsets vattentorn ett svampformat vattentorn uppfört omkring 1970. Näsets vattentorn är ett av Lidingös tre vattentorn, de båda andra är Käppala vattentorn (byggår 1963) och Hersby vattentorn (byggår 1950).

## Näset i kulturen
I Näset spelades utomhusscenerna av säsong ett och två till TV-serien Kvarteret Skatan in. Även serien Sam Tar Över har spelats in här. Bandet Näset är uppkallat efter Näset.

## Bilder

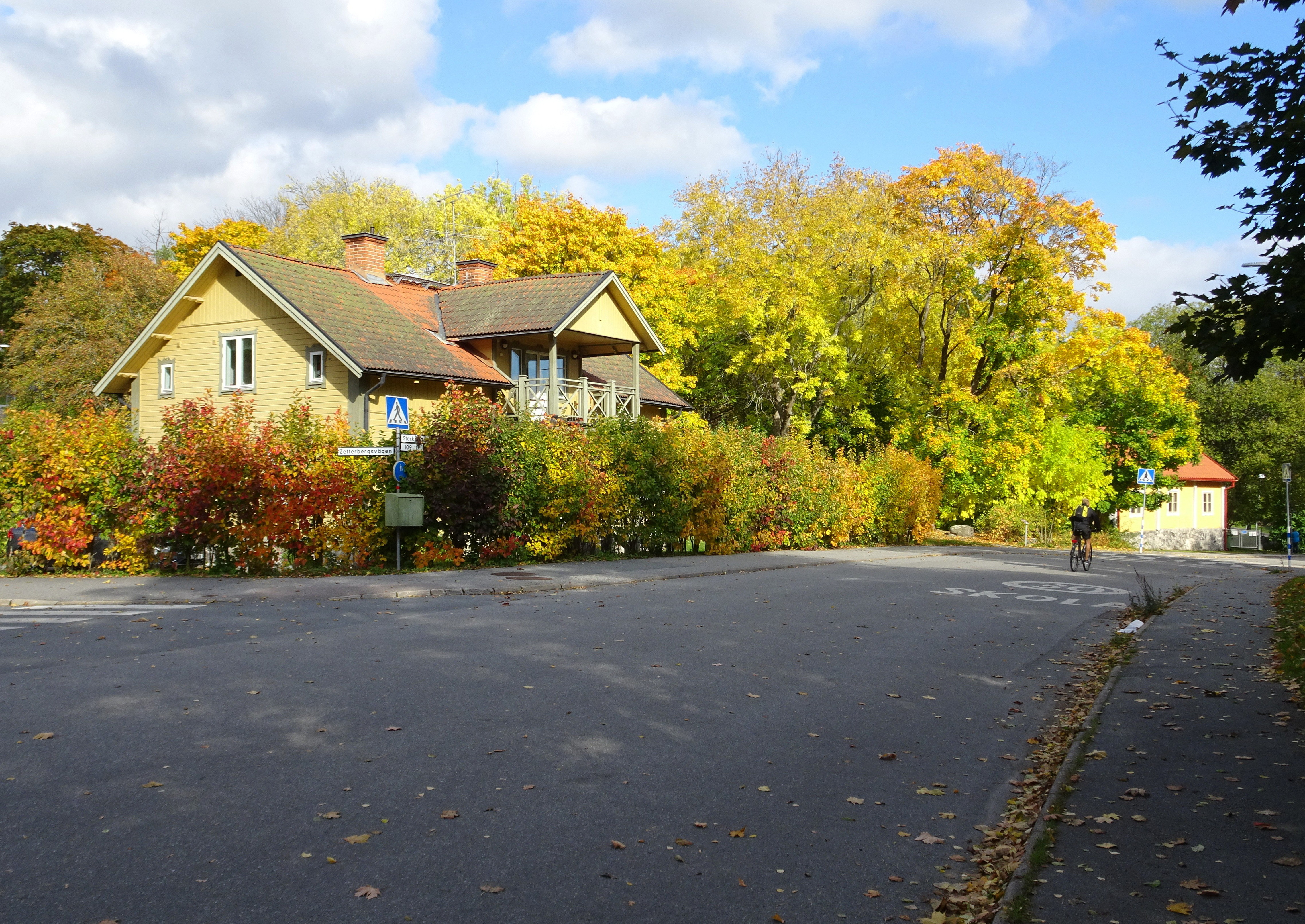
Villa Nynäs (närmst) och Näsets krog längst bort.
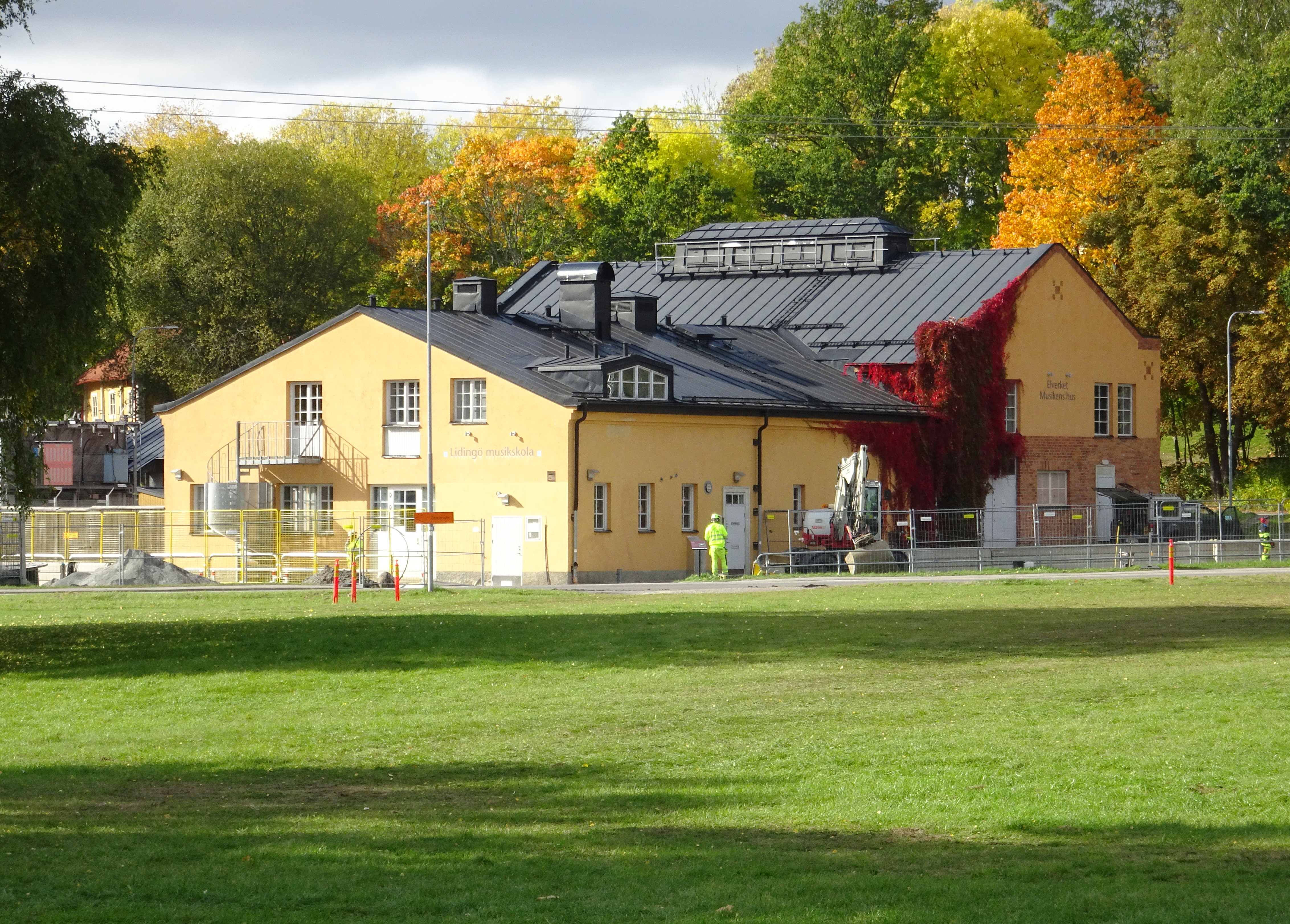
Före detta Lidingö elverk.
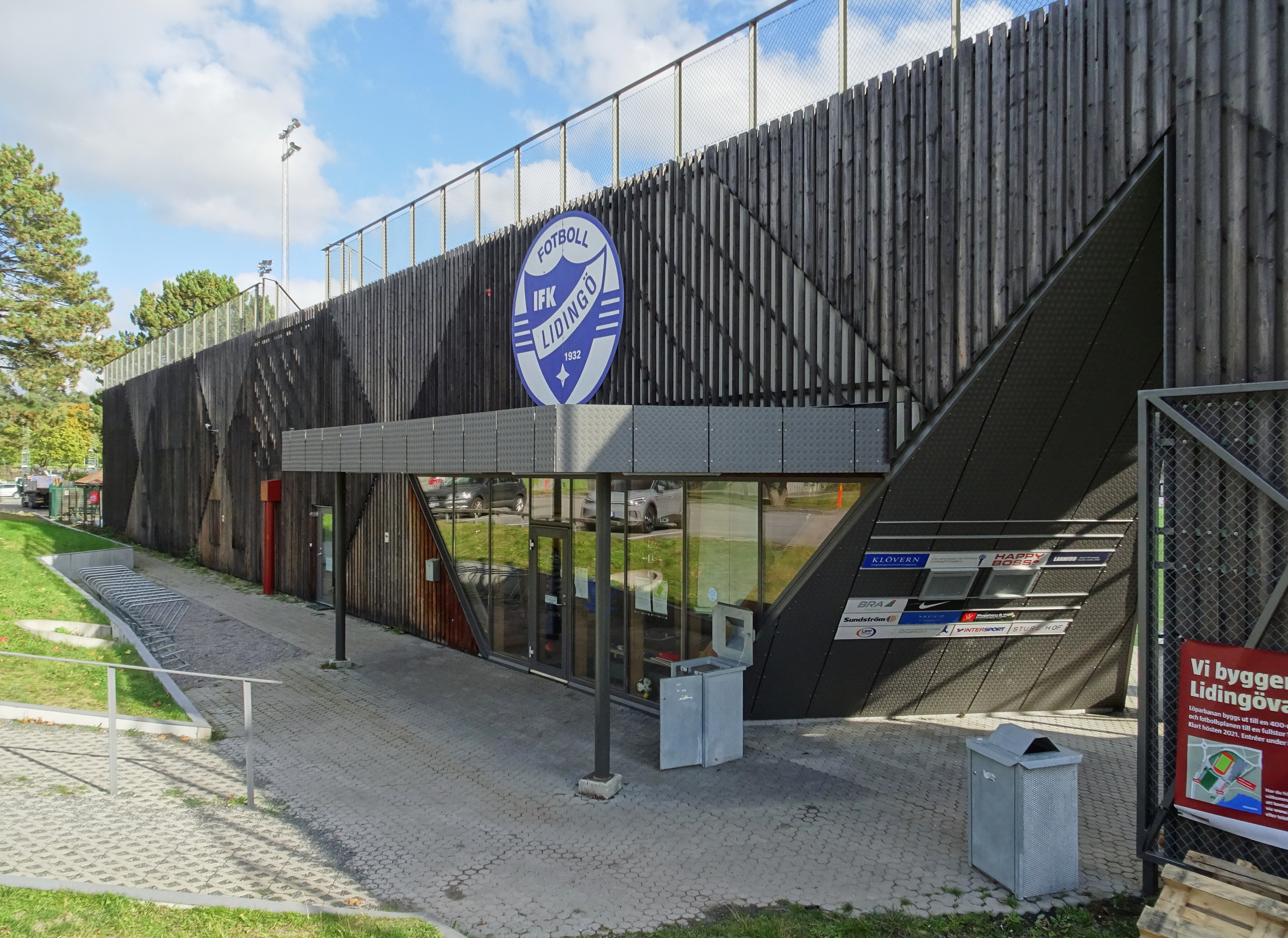
Lidingövallen.
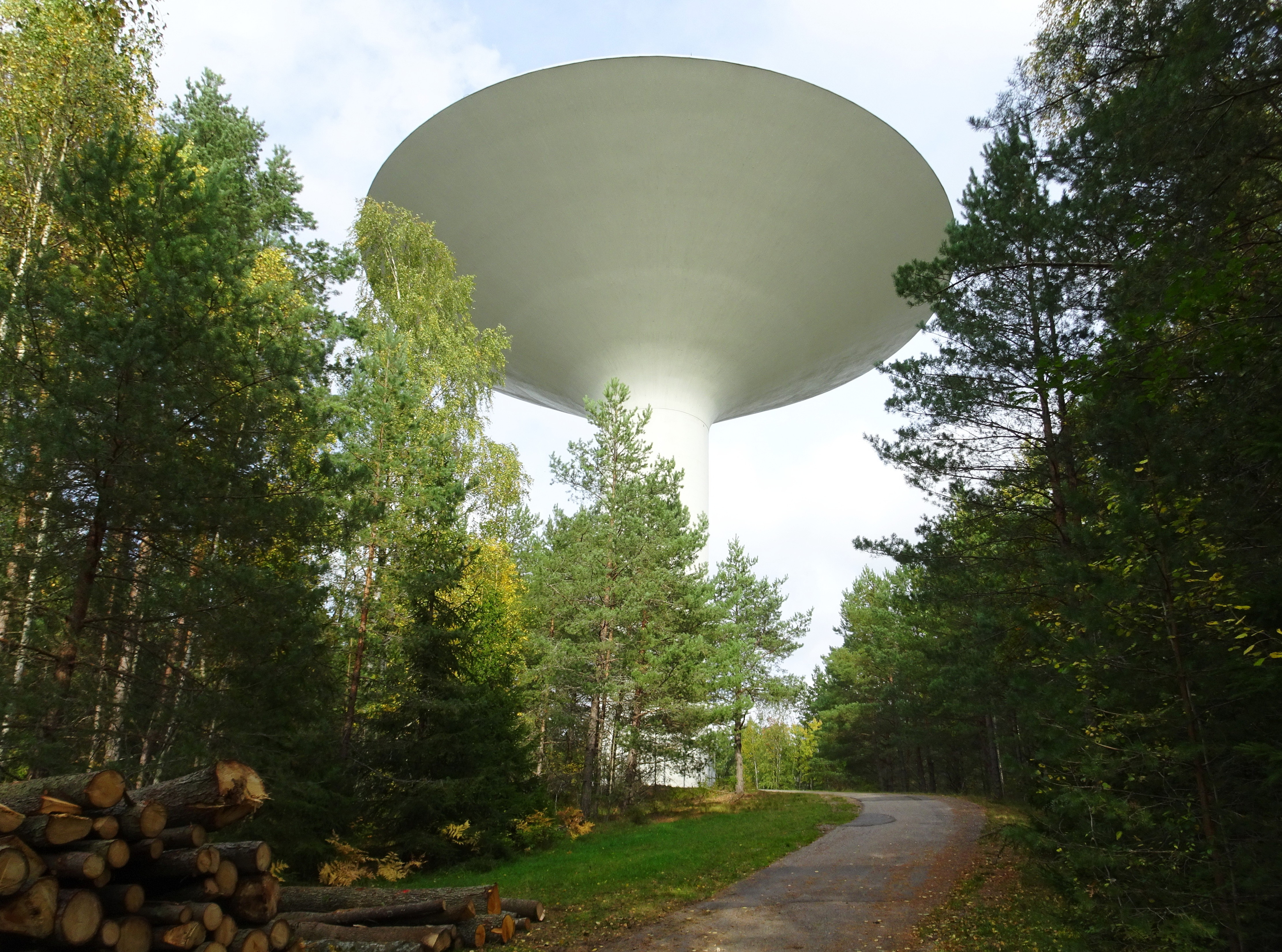
Näsets vattentorn.